# Gunnel Ljungström
Gunnel Ljungström Peterson (Estocolmo, 25 de agosto de 1931) é uma ginasta e treinadora sueca. Representou a Suécia no Campeonato Mundial de Ginástica Artística de 1950.

## Biografia
Gunnel Ljungström nasceu em Estocolmo, capital da Suécia, no ano de 1931. Começou a praticar ginástica no Huskvarna Gymnastikförening, renomado centro de treinamento do esporte localizado em Jönköping.
Com o treinamento, representou a Suécia no Campeonato Mundial de Ginástica Artística de 1950 realizado em Roma, capital da Itália. Na competição, juntamente com as atletas Evy Berggren, Vanja Blomberg, Karin Lindberg, Hjördis Nordin, Ann-Sofi Pettersson, Göta Pettersson e Ingrid Sandahl conquistaram a medalha para a Suécia, na categoria por equipe.
Após a passagem pelo esporte, tornou-se professora de ginástica, área por onde atuou por mais de vinte e cinco anos. Posteriormente, dedicou-se à fisioterapia.

### Vida pessoal
Em 2 de janeiro de 1954, casou-se com o músico sueco Sture Petersson.